# Cura Ocllo
Cura Ocllo, död 1539, var en inkadrottning, gift med sin bror Manco Inca Yupanqui.
Hon var dotter till inkan Huayna Capac och syster till Atahualpa och Túpac Hualpa. Hon gifte sig med sin bror i enlighet med kunglig sed. Hennes make blev monark med spanjorernas stöd 1533. Hon blev mor till Sayri Túpac. 
Spanjorerna utsatte honom och hans hov för ständiga trakasserier i Cuzco, en behandling som ökade kraftigt när Francisco Pizarro lämnade honom och hans hov i Cuzco i händerna på Hernando Pizarro, Juan Pizarro och Gonzalo Pizarro. Trakasserierna slutade med att Manco Inca övergav spanjorerna. Den utlösande faktorn var våldtäkten på Cura Ocllo.  Spanjorerna hade ägnat sig åt ständiga våldtäkter, även på adelskvinnor och aclla-prästinnor, som de höll fångna som konkubiner: en av dem som togs som konkubiner var änkedrottning Cuxirimay Ocllo. Gonzalo Pizarro begärde slutligen att Manco skulle ge honom sin drottning. Manco försökte ge honom andra kvinnor utklädda till drottningar, bland annat sin konkubin och sin syster, men tvingades till slut uppge Cura Ocllo, som Gonzalo Pizarro våldtog och höll fången i sitt hus. Efter detta flydde Manco Inca på rådet av sina adelsmän, vars hustrur och döttrar också våldtagits, och utlöste ett uppror mot spanjorerna. Han lyckades så småningom få henne fri från fångenskap. 
Hennes make drev krig mot spanjorerna tills han 1537 drog sig tillbaka till Anderna och grundade det Nya Inkariket. I april 1539 tillfångatogs dock Cura Ocllo åter av spanjorerna. Hon ska då ha försvarat sig mot ytterligare våldtäkter genom att i desperation smörja in sig i exkrement. Pizarro försökte sedan förhandla om fred med henne som gisslan. Då hennes make mördade budbärarna, lät Pizarro avrätta henne genom att binda henne naken vid en påle och låta Canariindianer skjuta henne till döds med pilar. Hennes kropp lades sedan i en korg och korgen i en kanot, varefter den placerades i en flod som förde den mot makens huvudstad Vilcabamba. 